# Дядя Стьопа — міліціонер
«Дядя Степа» (рос. Дядя Стёпа) — радянський мальований мультиплікаційний фільм, знятий у 1964 році режисером-мультиплікатором Іваном Аксенчуком. Екранізація однойменного твору Сергія Михалкова.

## Сюжет
Мультиплікаційний фільм за однойменним віршем Сергія Михалкова про славного міліціонера-велетня дядю Стьопу, друга московської дітвори. Його високий зріст допоміг зробити багато благородних вчинків.
Дядя Стьопа рятує бабусь (одну переводить через жваву дорогу, іншу рятує з крижини, що відкололася), запобігає витівкам бешкетника, що кривдить на вулиці школярок, і хулігана в «Дитячому світі», возз'єднує маму з малюком, що загубився, під номером «8» виступає на змаганні ковзанярів, вирішує проблему несправного світлофора (за що отримав прізвисько „Дядя Стьопа — світлофор“).

## Ролі озвучували
- Валентина Сперантова — піонерка-оповідачка
- Володимир Трошин — Дядя Стьопа
- Сергій Цейц — співробітник ОРВРа; хуліган; городяни
- Клара Румянова — діти; продавчиня; жінка на вулиці
- Юлія Юльська — діти
- Маргарита Корабельнікова — діти
- Олена Понсова — старенька з білизною (в титрах не вказана)

## Над фільмом працювали
- Автор сценарію: Сергій Михалков
- Режисер: Іван Аксенчук
- Художник-постановник: Леонід Шварцман
- Композитор: Олександр Локшин
- Оператор: Борис Котов
- Звукооператор: Георгій Мартинюк
- Художники-мультиплікатори:
  - Анатолій Абаренов, Віктор Арсентьев, Борис Бутаков, Михайло Ботов, Наталія Богомолова, Юрій Бутирин, Олександр Давидов, Сергей Дьожкин, Галина Золотовська, Єлизавета Комова, Леонід Каюков, Лідія Резцова, Ольга Столбова, Костянтин Чикін

## Перевидання
Мультфільм неодноразово перевидавався на DVD в збірниках мультфільмів, наприклад:
- «Дядя Стьопа», «Союзмультфільм», мультфільми на диску: «Дядя Стьопа — міліціонер» (1964), «Небезпечна витівка» (1954), «Сліди на асфальті» (1964), «Слідопит» (1963), «Ведмедик на дорозі» (1965), «Можна і не можна» (1964), «Бравий інспектор Мамочкін» (1977), «Дорожня казка» (1981).

## Відгуки критики
Аксенчук екранізував вірші та байки Сергія Михалкова («На лісовій естраді», 1954; «Тринадцятий рейс», 1960; «Дядя Стьопа - міліціонер», 1964). У фільмах «На лісовій естраді» і «Тринадцятий рейс» тварини за традицією висміювали людські вади. У «Дяді Стьопі» знайшлося місце і для чистого гумору, дотепних трюків, м'якої ексцентрики.
— Сергій Капков. «Наші мультфільми»

## Цікаві фатки
У фільмі присутня реклама наручних годинників «Ера».